# 寸尺
《寸尺》（英語：Savile Row），2019年台灣電視電影，為中華電視公司優質台語影音計畫「華視金選劇場」的一部作品，由廖峻、李千那、周宇柔、王自強、應采靈領銜主演，2018年11月22日開拍，華視主頻2019年3月17日上檔。

## 劇情大綱
老裁縫師阿興師擁有高超的縫紉技術，所經營的「金興西服」早年遠近馳名，吸引各界政商名流前來訂製西服。但是由於時代變遷，如今願意手工訂製西服的客人漸少，阿興師卻想繼續守護這間西服店。阿興師的健康狀況日漸不佳，女兒春池希望父親可以歇業退休，讓她不必整天擔憂，兩人經常為此而爭吵。在某個颱風夜，趕回家中的春池眼見父親逃出醫院，就為了繼續完成老朋友訂製的西服，因而又與父親起了爭執。就在爭執白熱化之際，兩人終於坦白了彼此的真實情感，也解開了春池的心結…

## 播出時間
| 頻道        | 所在地   | 首播日期      | 播放時間    |
| ----------- | -------- | ------------- | ----------- |
| 華視主頻    | 臺灣     | 2019年3月17日 | 21:30-23:15 |
| Astro欢喜台 | 马来西亚 | 2021年2月14日 | 21:30-23:30 |

## 演員列表
| 演員   | 角色           | 介紹 |
| 廖峻   | 廖金興         | 人稱阿興師，具有絕佳的縫紉技術，白手起家的「金興西服」在同業中赫赫有名，早年各界政商名流常前來訂製手工西服。但是隨著時代變遷，傳統西服店的客源減少，「金興西服」成為少數還在堅守手工訂製技藝的老店。健康狀況日漸不佳的阿興師，最放不下心的就是他的西服店與女兒，最後的心願就是兩者都能有好的歸宿。 |
| 李千那 | 廖春池 (Ruby)  | 春池在職場上是一位女強人，在網路女裝品牌公司「快時尚」擔任業務經理，事業經營得有聲有色。事業上成功的她，在感情上卻時常受挫，為了感情她甘心犧牲等待。但當自己又再次意外懷孕後，她的感情世界終於崩塌。因為母親的逝世而與父親有心結，直到那個颱風夜又與父親大吵一架…                                  |
| 周宇柔 | 徐依凡 (凡凡)  | 將升大四的社工系學生，雖然求知慾旺盛，但學習能力不佳。然而她對人有敏感的感受力，很能感知旁人的情緒。凡凡被里長派來照顧阿興師的第一天，正巧碰見阿興師在與女兒春池吵架。阿興師嘴上不歡迎凡凡，但因凡凡不斷地關心探訪而逐漸卸下心防，凡凡也成為春池與父親之間的傳聲筒角色。                             |
| 王自強 | 阿義           | 阿興師的老朋友，也是「金興西服」的老顧客，颱風天前夕突然找上阿興師。失智的老婆雅蕙最近常哼著結婚時阿義對她唱的定情曲，於是阿義想要趁著她失去所有記憶之前，再與她結一次婚，盼能喚回她的些許記憶。為此他拜託阿興師修改當年結婚所穿的西服，以還原當年與雅蕙結婚的樣子。                               |
| 應采靈 | 雅蕙           | 阿義的老婆，夫妻兩人都是阿興師多年的老朋友。因為失智症導致記憶退化，有時甚至連阿義都認不出來。近來口中時常哼著與阿義結婚時的定情曲，好像回憶起當年兩人的甜蜜。 |
| 洪敬堯 | 洪竟堯         | （客串演出） |
| 辛甘   | 春池母         | |
| 吳允瀚 | 總經理         | |
| 周辰達 | 阿興的主治醫師 | |
| 李英宏 | 陳文進         | |
| 鄧雨忱 | Rainine(秘書)  | |
| 何潔柔 | 春池小時候     | |
| 朱薇彤 | 春池女兒       | |
| 林冠宇 | 年輕阿義       | |
| 常立琳 | 年輕雅蕙       | |
| 李相林 | Lylia          | |
| 胡佳怡 | Jasmine        | |
| 戴怡強 | 同事           | |
| 高啟霖 | 同事           | |
| 陳怡君 | 同事           | |
| 李宜芸 | 護士           | |
| 李芳德 | 病人           | |
| 辛倪   | 公園小女孩     | |
| 張語菲 | 女孩母親       | |
| 邱文興 | 阿興手替       | |
| 胡佳怡 | 醫院路人       | |
| 何雨樵 | 醫院路人       | |
| 焦竟翟 | 醫院路人       | |
| 徐荻佑 | 醫院路人       | |
| 莊林勉 | 辦桌賓客       | |
| 韋明忠 | 辦桌賓客       | |
| 王偉輝 | 辦桌賓客       | |
| 黃宜溱 | 辦桌賓客       | |
| 王仁君 | 幼稚園老師     | |
| 林誌忠 | 店員           | |
| 李姿逸 | 店員           | |
| 吳柏叡 | 幼稚園小孩     | |
| 吳柏緒 | 幼稚園小孩     | |
| 陳顥元 | 幼稚園小孩     | |
| 羅晟烜 | 幼稚園小孩     | |
| 洪昕汝 | 幼稚園小孩     | |
| 洪鈺舜 | 幼稚園小孩     | |
| 秦嗣芸 | 幼稚園小孩     | |
| 洪忻妤 | 幼稚園小孩     | |
| 林巧邑 | 幼稚園小孩     | |

## 製作團隊
- 監製：趙大同
- 製作人：王冠 / 辛夷
- 編審：于仕娟
- 導演統籌：鄧安寧
- 導演：范云杰
- 原創故事：辛夷
- 編劇統籌：黃元蓓
- 編劇：黃元蓓 / 謝夢遷 / 林爭意 / 洪偉城
- 副導演：劉維泰
- 場記：陳怡君
- 製片：李宜芸
- 協力製片：莊羽珅
- 前期製片：賴建廷
- 製片助理：李芳德
- 影師：陳宗志
- 跟焦手：陳諦
- 攝影助理：李子豪 / 陳智中
- 攝影器材：大米影視傳播有限公司
- 燈光師：陳駿銘
- 燈光助理：邱志豪 / 張劍明
- 燈光器材：上京影業有限公司
- 錄音師：陳柏華
- 收音員：陳敏娟
- 收音器材：猴子電男孩影藝有限公司
- 場務：黃昶清 / 戴讚良
- 場務器材：上京影業有限公司
- 美術指導：焦竟翟
- 美術助理：焦靜雯 / 徐荻佑
- 造型統籌：張語菲
- 服裝管理：李碧珊
- 妝髮：羅珮怡
- 妝髮助理：魏凱廷
- 影像側拍：陳柏豪 / 林庭暉 / 王昱明 / 蔡沛哲
- 西服技術指導：游金塗 / 邱文興
- 台語顧問：廖峻 / 林良儒
- 統籌：高啟霖
- 專案經理：胡佳怡
- 執行經紀：何雨樵
- 行政管理：羅惟璋
- 宣傳：華視公關服務中心 / 吳御曄 / 羅仕倫 / 蔡森棋 / 劉持恩 / 曾興仁 / 多大整合行銷有限公司
- 剪接公司：好主意傳播有限公司
- 剪輯：吳寶玉 / 王雅玲
- 剪輯助理：劉上銘 / 羅逸傑
- 聽打：吳睿茜
- 調光：華視節目部 周開景
- 片頭設計公司：鈞烽影像製作
- 片頭設計：陳衍良 / 蔡宗霖 / 吳宸宇
- 片名題字：書法家 寇桂媛女士 黃華安先生
- 美學顧問：傅幼玲
- 配樂製作公司：華亞國際音樂有限公司
- 電影配樂、改編：周志華
- 音效製作公司：一心傳播有限公司
- 錄音：何安娜
- 效果、混音：謝昇憲
- 平面美術設計：張瓊云（丸記視覺設計工作室）
- 田野調查協助：超群高級西服店 / 吳朋奉 / 李育昇 / 陳雪琳 / 宋秋恩

## 電視電影歌曲
| 歌名     | 演唱者 | 作詞   | 作曲   |
| 舊衫櫥   | 李千那 | 黃贊介 | 陳冠甫 |
| 舊情綿綿 | 洪一峰 | 葉俊麟 | 洪一峰 |

## 獎項紀錄
| 頒獎典禮                 | 獎項                     | 入圍者 | 結果 |
| ------------------------ | ------------------------ | ------ | ---- |
| 2019新加坡亞洲電視學院獎 | 最佳單集戲劇或電視電影獎 |        | 提名 |
| 2019美國獨立電影獎       | 最佳劇情電影獎           |        | 獲獎 |
| 2019美國獨立電影獎       | 最佳男主角獎             | 廖峻   | 獲獎 |
| 2019美國獨立電影獎       | 最佳女主角獎             | 李千那 | 獲獎 |
| 2019美國獨立電影獎       | 最佳劇本寫作獎           |        | 獲獎 |

## 外部連結
- 官方网站－華視
- 寸尺的Facebook專頁

| 臺灣 華視主頻 星期日 21:30 - 23:15 | 臺灣 華視主頻 星期日 21:30 - 23:15 | 臺灣 華視主頻 星期日 21:30 - 23:15 |
| ---------------------------------- | ---------------------------------- | ---------------------------------- |
|                                    | 寸尺 （2019年3月17日）             |                                    |
| 重聚 （2019年3月10日）             | 忘川 （2019年3月24日）             |                                    |